# آدم‌ربایی (فیلم ۲۰۰۵)
آدم‌ربایی (به هندی: Apaharan) فیلمی محصول سال ۲۰۰۵ و به کارگردانی پراکاش جها است. در این فیلم بازیگرانی همچون اجی دیوگن، بیپاشا باسو، نانا پاتیکار، یاشپال شارما، موهان آگاشه، ماکش تیواری، آکیلندرا میشرا ایفای نقش کرده‌اند.